# Un perfetto equilibrio
Un perfetto equilibrio (titolo orig. A Fine Balance) è il secondo romanzo di Rohinton Mistry, pubblicato nel 1995. Ambientato in una città dell'India, non specificata ulteriormente, all'inizio nel 1975 durante il periodo dello Stato d'Emergenza, e poi nel 1984, il libro è incentrato su quattro personaggi principali, di diversa estrazione sociale: Dina Dalal, Ishvar Darji, suo nipote Omprakash Darji, e il giovane studente Maneck Kohlah, che si incontrano e sviluppano dei legami.
Un adattamento teatrale della Tamasha Theatre Company fu prodotto allo Hampstead Theatre a Londra nel 2006 e 2007.

## Edizioni italiane
- Un perfetto equilibrio, traduzione di Maria Clara Pasetti, Collana Scrittori italiani e stranieri, Milano, Mondadori, 2002,  p. 750, ISBN 978-88-045-0957-8. - Collana Oscar Scrittori moderni, Mondadori, 2006, ISBN 978-88-045-6169-9; Collana Oscar Moderni. Cult, Mondadori, 2023, ISBN 978-88-047-7222-4.

## Premi e riconoscimenti
Il romanzo ha vinto il Premio Giller nel 1995 e fu tra i finalisti del Booker Prize l'anno successivo.